# Glischrocaryon aureum
Glischrocaryon aureum är en slingeväxtart som först beskrevs av John Lindley, och fick sitt nu gällande namn av Anthony Edward Orchard. Glischrocaryon aureum ingår i släktet Glischrocaryon och familjen slingeväxter. Inga underarter finns listade i Catalogue of Life.